# Razzie Awards 2003
La 24ª edizione dei Razzie Awards si è svolta il 28 febbraio 2004, per premiare i peggiori film dell'anno 2003. Le candidature erano state annunciate alcuni mesi prima, il giorno prima delle candidature ai Premi Oscar 2004. Amore estremo - Tough Love è stato il maggiore vincitore del 2003, con sei premi, incluso il peggior film.
Il film più premiato dell'anno è stato Amore estremo - Tough Love, mentre i più nominati sono stati Amore estremo - Tough Love e From Justin to Kelly, candidati a nove premi, seguito da Il gatto... e il cappello matto con otto, Charlie's Angels - Più che mai con sette e Oggi sposi... niente sesso, La figlia del mio capo e Scemo e più scemo - Iniziò così con tre nomination.

## Vincitori e candidati
Verranno di seguito indicati in grassetto i vincitori.
Ove ricorrente e disponibile, viene indicato il titolo in lingua italiana e quello in lingua originale tra parentesi.

### Peggior film
- Amore estremo - Tough Love (Gigli), regia di Martin Brest
- Il gatto... e il cappello matto (The Cat in the Hat), regia di Bo Welch
- Charlie's Angels - Più che mai (Charlie's Angels: Full Throttle), regia di McG
- From Justin to Kelly, regia di Robert Iscove
- The Real Cancun, regia di Rick de Oliveira

### Peggior attore
- Ben Affleck - Daredevil, Amore estremo - Tough Love (Gigli), Paycheck
- Cuba Gooding Jr. - Boat Trip, The Fighting Temptations, Mi chiamano Radio (Radio)
- Justin Guarini - From Justin to Kelly
- Ashton Kutcher - Una scatenata dozzina (Cheaper by the Dozen), Oggi sposi... niente sesso (Just Married), La figlia del mio capo (My Boss's Daughter)
- Mike Myers - Il gatto... e il cappello matto (The Cat in the Hat)

### Peggior attrice
- Jennifer Lopez - Amore estremo - Tough Love (Gigli)
- Drew Barrymore - Charlie's Angels - Più che mai (Charlie's Angels: Full Throttle), Duplex - Un appartamento per tre (Duplex)
- Kelly Clarkson - From Justin to Kelly
- Cameron Diaz - Charlie's Angels - Più che mai (Charlie's Angels: Full Throttle)
- Angelina Jolie - Amore senza confini - Beyond Borders (Beyond Borders), Tomb Raider - La culla della vita (Lara Croft Tomb Raider: The Cradle of Life)

### Peggior attore non protagonista
- Sylvester Stallone - Missione 3D - Game Over (Spy Kids 3-D: Game Over)
- Anthony Anderson - Kangaroo Jack - Prendi i soldi e salta (Kangaroo Jack)
- Alec Baldwin - Il gatto... e il cappello matto (The Cat in the Hat)
- Al Pacino - Amore estremo - Tough Love (Gigli)
- Christopher Walken - Amore estremo - Tough Love (Gigli), Kangaroo Jack - Prendi i soldi e salta (Kangaroo Jack)

### Peggior attrice non protagonista
- Demi Moore - Charlie's Angels - Più che mai (Charlie's Angels: Full Throttle)
- Lainie Kazan - Amore estremo - Tough Love (Gigli)
- Kelly Preston - Il gatto... e il cappello matto (The Cat in the Hat)
- Brittany Murphy - Oggi sposi... niente sesso (Just Married)
- Tara Reid - La figlia del mio capo (My Boss's Daughter)

### Peggior regista
- Martin Brest - Amore estremo - Tough Love (Gigli)
- Robert Iscove - From Justin to Kelly
- Mort Nathan - Boat Trip
- Fratelli Wachowski - Matrix Reloaded e Matrix Revolutions
- Bo Welch - Il gatto... e il cappello matto (The Cat in the Hat)

### Peggior sceneggiatura
- Amore estremo - Tough Love (Gigli) - scritto da Martin Brest
- Il gatto... e il cappello matto (The Cat in the Hat) - sceneggiatura di Alec Berg, David Mandel e Jeff Schaffer, basata sul libro di Dr. Seuss
- Charlie's Angels - Più che mai (Charlie's Angels: Full Throttle) - sceneggiatura di John August, Marianne e Cormac Wibberley
- Scemo & più scemo - Iniziò così... (Dumb and Dumberer: When Harry Met Lloyd) - sceneggiatura di Robert Brener e Troy Miller, basata sui personaggi creati da Peter e Bobby Farrelly e Bennett Yellin
- From Justin to Kelly - scritto da Kim Fuller

### Peggior coppia
- Ben Affleck e Jennifer Lopez - Amore estremo - Tough Love (Gigli)
- Kelly Clarkson e Justin Guarini - From Justin to Kelly
- Ashton Kutcher e a scelta tra Brittany Murphy - Oggi sposi... niente sesso (Just Married) o Tara Reid - La figlia del mio capo (My Boss's Daughter)
- Mike Myers e a scelta tra la Cosa uno o la Cosa due - Il gatto... e il cappello matto (The Cat in the Hat)
- Eric Christian Olsen e Derek Richardson - Scemo & più scemo - Iniziò così... (Dumb and Dumberer: When Harry Met Lloyd)

### Peggior remake o sequel
- Charlie's Angels - Più che mai (Charlie's Angels: Full Throttle), regia di McG
- 2 Fast 2 Furious, regia di John Singleton
- Scemo & più scemo - Iniziò così... (Dumb and Dumberer: When Harry Met Lloyd), regia di Troy Miller
- From Justin to Kelly, regia di Robert Iscove
- Non aprite quella porta (The Texas Chainsaw Massacre), regia di Marcus Nispel

### Peggior pretesto per un film attuale
- Il gatto... e il cappello matto (The Cat in the Hat) di Bo Welch
- 2 Fast 2 Furious di John Singleton
- Charlie's Angels - Più che mai (Charlie's Angels: Full Throttle) di McG
- From Justin to Kelly di Robert Iscove
- The Real Cancun di Rick de Oliveira

### Premio del governatore per lo scarso rendimento nelle coreografie
- Travis Payne, per il suo lavoro in From Justin to Kelly

## Statistiche vittorie/candidature
Premi vinti/candidature:
- 6/9 - Amore estremo - Tough Love (Gigli)
- 2/7 - Charlie's Angels - Più che mai (Charlie's Angels: Full Throttle)
- 1/9 - From Justin to Kelly
- 1/8 - Il gatto... e il cappello matto (The Cat in the Hat)
- 1/1 - Daredevil
- 1/1 - Paycheck
- 1/1 - Missione 3D - Game Over (Spy Kids 3-D: Game Over)
- 0/3 - Oggi sposi... niente sesso (Just Married)
- 0/3 - La figlia del mio capo (My Boss's Daughter)
- 0/3 - Scemo e più scemo - Iniziò così (Dumb and Dumberer: When Harry Met Lloyd)
- 0/2 - The Real Cancun
- 0/2 - Boat Trip
- 0/2 - Kangaroo Jack - Prendi i soldi e salta (Kangaroo Jack)
- 0/2 - 2 Fast 2 Furious
- 0/1 - The Fighting Temptations
- 0/1 - Mi chiamano Radio (Radio)
- 0/1 - Una scatenata dozzina (Cheaper by the Dozen)
- 0/1 - Duplex - Un appartamento per tre (Duplex)
- 0/1 - Beyond Borders - Amore senza confini (Beyond Borders)
- 0/1 - Tomb Raider - La culla della vita (Lara Croft Tomb Raider: The Cradle of Life)
- 0/1 - Matrix Reloaded
- 0/1 - Matrix Revolutions
- 0/1 - Non aprite quella porta (The Texas Chainsaw Massacre)